# Hôtel Mégret de Sérilly
Hôtel Mégret de Sérilly je městský palác ze 17. století v Paříži. Nachází se v historické čtvrti Marais ve 3. obvodu na adrese 106, Rue Vieille-du-Temple. Palác je od roku 1961 chráněn jako historická památka.

## Historie
Palác nechal postavit Nicolas Malebranche, který byl králův sekretář, posléze generální pokladník královských daní. Jeho synem byl filozof Nicolas Malebranche. Výstavba probíhala pravděpodobně v letech 1618 až 1620 nebo 1621 podle plánů architekta Jeana Thiriota (1590–1649), který postavil též sousední Hôtel d'Hozier. V roce 1686 palác koupil Charles du Tillet, markýz de La Bussière. Palác byl následně upraven.
V roce 1776 se majitelem stal finančník Antoine Jean-François Mégret de Sérilly, po kterém palác získal svůj název. Ten nechal palác vyzdobit architektem Pierrem-Noëlem Roussetem (1715–1795). V roce 1778 zde vznikl boudoir pro jeho manželku s obložením (autor Jules-Antoine Rousseau), krb (autor Philippe-Laurent Roland) a malovaný strop (autor Jean-Jacques Lagrenée). Budoár se nachází ve Victoria and Albert Museum v Londýně. Po smrti finančníka, který byl gilotinován během Hrůzovlády, byla budova v 19. století, stejně jako mnoho jiných paláců v Marais, rozdělena na obchody, továrny a dílny řemeslníků. Vnitřní vybavení v přízemí paláce v roce 1869 zakoupilo londýnské Victoria and Albert Museum a přeneslo do svých výstavních prostor. Vybavení salónů z prvního patra v roce 1895 koupila americká rodina Vanderbilt a umístila ho na svém sídle Breakers v Newportu v Rhode Island.
Ve 20. století byl palác opět upraven jako soukromá rezidence. V roce 1961 byla stavba zařazena mezi historické památky.

## Architektura

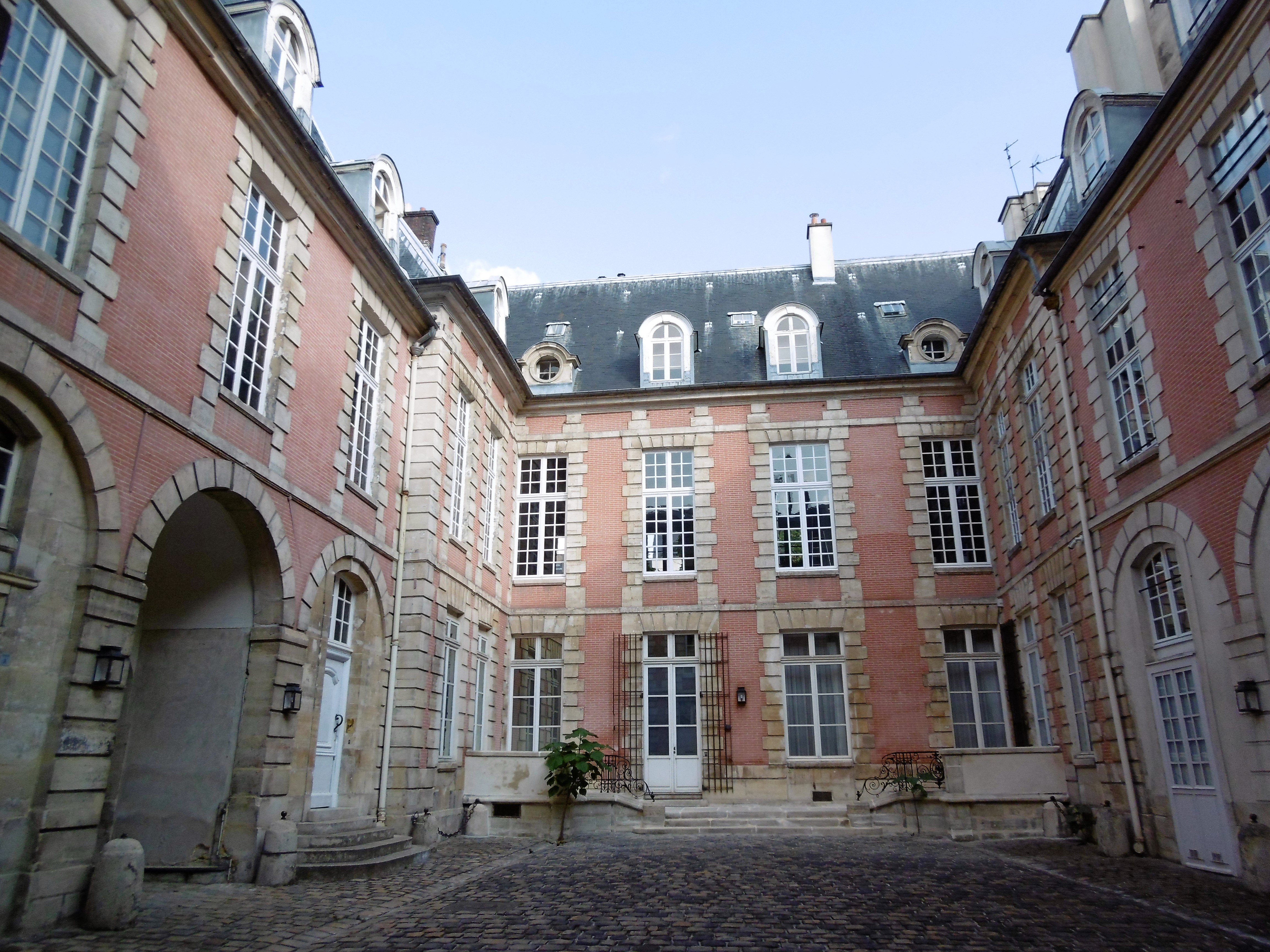
Nádvoří paláce

Stavbu vytvořil barokní architekt Jean Thiriot. Palác si doposud uchoval tuto dispozici s výjimkou pouliční fasády upravené v 18. století. Jedná se o klasický plán paláce mezi nádvořím a zahradou. Velký dvůr obklopují corps de logis a dvě křídla pro služebnictvo. Na východ od velkého nádvoří se nachází malé nádvoří, které slouží pro křídlo pro služebnictvo. Stejně jako mnoho jiných pařížských paláců se i Hôtel Mégret de Sérilly musel přizpůsobit nepravidelnému tvaru parcely: průčelí na zahradě je širší než na nádvoří, hlavní osy nejsou rovnoběžné. S výjimkou pouliční fasády, která je omítnutá, jsou vnější zdi paláce z cihel a kamene, čímž vykazuje styl společný šlechtickým stavbám z první poloviny 17. století.